# Adama Diakhaby
Adama Diakhaby (* 5. Juli 1996 in Ajaccio) ist ein französischer Fußballspieler. Der Stürmer spielte auch in England, Aserbaidschan, der Türkei und Rumänien.

## Karriere

### Vereinskarriere
Diakhaby begann seine Karriere bei SM Caen und Stade Rennes, für deren Jugendmannschaften er bis 2016 spielte. Im Juli 2016 unterschrieb er dann einen Drei-Jahres-Vertrag bei Stade Rennes. Sein Profidebüt gab er am 14. August 2016 in der Ligue 1 gegen den OGC Nizza, als er in der 70. Minute für Giovanni Sio eingewechselt wurde. Zwei Wochen später erzielte Diakhaby sein erstes Ligator beim 1:1 gegen HSC Montpellier. In seiner ersten Saison bestritt er für Rennes insgesamt 25 Spiele und erzielte dabei vier Tore. Nach einer Saison bei der AS Monaco schloss er sich im Juli 2018 Huddersfield Town an. Von dort wurde er 2020 zu Nottingham Forest verliehen, bevor er sich 2021 Amiens SC anschloss. Nach dem Auslaufen seines dortigen Vertrags im Sommer 2022 war Diakhaby mehrere Monate vereinslos, in denen er u. a. als Probespieler beim 1. FC Magdeburg agierte. Am 13. Januar 2023 unterschrieb er einen Vertrag bis 2025 beim aserbaidschanischen Erstligisten Qarabag Agdam. Nach Stationen in der Türkei und Rumänien wechselte er im Sommer 2025 zum SV Waldhof Mannheim.

### Nationalmannschaft
Aufgrund seiner senegalesischen Abstammung ist Diakhaby berechtigt, sowohl für die senegalesische als auch für die französische Nationalmannschaft zu spielen. Im Jahre 2017 absolvierte er zwei Partien für die französische U-21-Auswahl gegen Albanien und Kasachstan.